# John K. Boles
John Keith Boles Jr. (* 19. Juli 1916 auf den Philippinen; † 18. Juni 1980 in San Antonio, Bexar County, Texas) war ein Generalmajor der United States Army. Er war unter anderem Kommandeur der 1. Panzerdivision.
John Boles Jr. war ein Sohn von Oberst John Boles Sr. (1888–1952) und dessen Frau Irene Lowe (1890–1958). Der Vater war neben seiner Militärlaufbahn auch ein bekannter US-amerikanischer Sportschütze, der bei den Olympischen Sommerspielen 1924 je eine Gold- und eine Bronzemedaille errang und in jenen Jahren auch einige Weltmeisterschaften bei Schießwettbewerben gewann. Zum Zeitpunkt der Geburt seines Sohnes war er auf den Philippinen stationiert.
In den Jahren 1935 bis 1939 durchlief der jüngere Boles die United States Military Academy in West Point. Nach seiner Graduation wurde er als Leutnant der Kavallerie (die damals zumeist schon aus Panzereinheiten bestand) zugeteilt. In der Armee durchlief er anschließend alle Offiziersränge vom Leutnant bis zum Zwei-Sterne-General.
Während des Zweiten Weltkriegs diente er im 32. Panzerregiment, das der 3. Panzerdivision unterstand und auf dem europäischen Kriegsschauplatz eingesetzt war. Seine Einheit marschierte mit der Division quer durch Frankreich und Belgien nach Deutschland. Das 32. Panzerregiment war unter anderem an der Abwehr der deutschen Ardennenoffensive und an der Schlacht im Hürtgenwald beteiligt.
Nach dem Krieg absolvierte Boles den für Offiziere in den entsprechenden Rangstufen üblichen Dienst in verschiedenen Einheiten und Standorten. Dazu gehörten auch Aufgaben als Stabsoffizier in verschiedenen Hauptquartieren. Anfang der 1950er Jahre war er im Koreakrieg eingesetzt. In den Jahren 1964 bis 1966 war er als Stabsoffizier beim Military Assistance Command, Vietnam im Vietnamkrieg eingesetzt. Nach zwischenzeitlich anderen Verwendungen erhielt Boles im April 1968 das Kommando über die 1. Panzerdivision. In jener Zeit waren Teile der Division im Vietnamkrieg eingesetzt und andere waren in Chicago mit der Bekämpfung von Unruhen nach der Ermordung von Martin Luther King befasst. Boles behielt sein Kommando bis Februar 1970.
Der seit 1946 mit Mary Brooke Lucas (1923–2015) verheiratete Offizier starb am 18. Juni 1980 in San Antonio in Texas und wurde auf dem Fort Sam Houston National Cemetery beigesetzt.

## Orden und Auszeichnungen
John Boles erhielt im Lauf seiner militärischen Laufbahn unter anderem folgende Auszeichnungen:
- Silver Star
- Legion of Merit
- Distinguished Flying Cross
- Soldier’s Medal